# توماس کارلوویچ
توماس کارلوویچ (انگلیسی: Tomás Carlovich; زاده ۱۹ آوریل ۱۹۴۶ – درگذشته ۸ مهٔ ۲۰۲۰) مربی و بازیکن فوتبال اهل آرژانتین بود. او به عنوان هافبک در چندین باشگاه بازی کرد. از باشگاه‌هایی که در آن بازی کرد می‌توان به باشگاه فوتبال روساریو سنترال اشاره کرد.